# Ресурси і запаси хрому
Ресурси і запаси хрому (рос. ресурсы и запасы хрома, англ. chrome resources and reserves; нім. Ressourcen f pl und Vorräte m pl an Chrom).

## Загальні характеристики
Виявлені ресурси хромових руд оцінені в 47 країнах світу і складають, включаючи запаси, бл. 15 млрд т . Основна їх частина (78 %) зосереджена на півночі ПАР, 7 % — в Актюбінській області Казахстану і 6 % — у Зімбабве. Значні виявлені ресурси хромітів мають також США (1,5 % світових ресурсів), Ґренландія (1,1 %), Фінляндія (1 %) і Індія (0,9 %). Підтверджені запаси хромових руд розвідані більш ніж на 300 родовищах 32 країн і на 01.01.1998 р. становили 4,5 млрд т. Велика частина світових підтверджених запасів (98 %) зосереджена в ПАР, Казахстані, Зімбабве, Індії, Фінляндії, на Філіппінах і в Туреччині.
Табл. Виявлені ресурси, підтверджені запаси хромових руд на межі ХХ–XXI ст. (млн т)
| Континенти, країни | Виявлені ресурси | Запаси підтвержд | Частка в світі, % |
| Європа             | 220,5            | 82,7             | 1,83              |
| Албанія            | 37               | 8,6              | 0,19              |
| Греція             | 20               | 3,2r             | 0,07              |
| Македонія          | 0,5r             | 0,5              | 0,01              |
| Україна            | 13               | …                | 0                 |
| Фінляндія          | 150              | 70,4             | 1,55              |
| Азія               | 1469             | 491,6            | 10,85             |
| Афганістан         | 40               | 6,5              | 0,14              |
| Індія              | 135              | 85,6r            | 1,89              |
| Іран               | 52               | 2,2r             | 0,05              |
| Казахстан          | 998              | 317,2            | 7                 |
| Китай              | 10               | 3,7              | 0,08              |
| ОАЕ                | 0,5r             | 0,5r             | 0,01              |
| Оман               | 3r               | 2                | 0,04              |
| Пакистан           | 3r               | 3                | 0,07              |
| Росія              | 13,2             | 2                | 0,04              |
| Туреччина          | 100              | 34               | 0,75              |
| Філіппіни          | 127              | 36,7             | 0,81              |
| Японія             | 0,5r             | 0,2r             | 0                 |
| Африка             | 12698,5          | 3905,4           | 86,18             |
| Зімбабве           | 966r             | 140              | 3,09              |
| Мадагаскар         | 11               | 9,1              | 0,2               |
| ПАР                | 11720r           | 3755             | 82,86             |
| Судан              | 1,5r             | 1,3r             | 0,03              |
| Америка            | 546              | 43,8             | 0,97              |
| Бразилія           | 70               | 19,9             | 0,44              |
| Венесуела          | 38               | 0r               | 0                 |
| Ґренландія         | 169r             | 0r               | 0                 |
| Канада             | 29               | 3,7              | 0,08              |
| Куба               | 10               | 3,1r             | 0,07              |
| США                | 230              | 17,1r            | 0,38              |
| Австр. і Ок.       | 139              | 4                | 0,09              |
| Австралія          | 43               | 2                | 0,04              |
| Нова Каледонія     | 2r               | 2                | 0,04              |
| П.-Нова Ґвінея     | 94r              | 0r               | 0                 |
| Разом              | 15086,2          | 4529,6           | 99,96             |
| Весь світ          | 15095,1r         | 4531,6r          | 100               |

r оцінка
Хромові руди зосереджені, г. ч., в ранньомагматичних родовищах двох геолого-промислових типів: стратиформному, або пластовому, і подиформному, або альпінотипному. Елювіально-делювіальні розсипи хромітів мають обмежене промислове значення. На стратиформні родовища припадає 89 % світових підтверджених запасів хромітів, на подиформні — 10,7 %, на розсипні — 0,3 %.
Стратиформні родовища звичайно представлені вкрапленими (рідше суцільними) рудами низької якості, переважно вогнетривких сортів. Хроміти подиформних родовищ, звичайно суцільні, масивні, характеризуються значно більш вищою якістю. Понад 85 % світових підтверджених запасів хромових руд приурочено до глибоких горизонтів родовищ. Запаси хромітів для підземного видобутку розвідані в ПАР, Зімбабве, Туреччині, Албанії, Росії, Казахстані. Запаси казахстанських хромових руд, придатні для відкритого видобутку, майже повністю відпрацьовані. У ПАР видобуток відкритим способом може здійснюватися лише в перші 2–4 роки освоєння родовищ, а надалі відпрацювання пологих (12–15°) рудних пластів ведеться з похилих шахт. Запаси хромітів для відкритого видобутку враховані на родовищах Фінляндії, Бразилії, Індії, Мадагаскару і на відносно дрібних об'єктах Ірану, Пакистану, ОАЕ, Оману та ряду інших країн.
Забезпеченість видобутку хромових руд їх підтвердженими запасами, розрахована за максимальним рівнем виробництва в період 1995—1997 рр. з урахуванням втрат при видобутку і збагаченні, загалом у світі перевищує 100 років. Забезпеченість Фінляндії становить 88 років, Індії і Мадагаскару — 46 років, Албанії — 38 років, Бразилії — 33 роки, Туреччини — 22 роки, Ірану — 4-5 років.

## В Україні
Україна не видобуває хромових руд і не має підготовлених до промислового освоєння родовищ хромових руд. Для створення власної сировинної бази перспективним в Україні є р-н Середнього Побужжя, де виділяються 11 хромітоносних масивів гіпербазитів з промисловими концентраціями. До хромітових масивів приурочені Капітанівське родовище та західна ділянка Липовеньківського родовища. Супутні корисні копалини — золото, метали групи платини, боксити, вермікуліт.